# Stoney Creek (ancienne circonscription fédérale)
Ne pas confondre avec Stoney Creek, ville de l'Ontario
Pour les articles homonymes, voir Stoney.
Circonscription électorale fédérale du Canada
Stoney Creek est une circonscription électorale fédérale de l'Ontario, représentée de 1997 à 2004.
La circonscription de Stoney Creek est créée en 1996 à partir de la division des circonscriptions d'Hamilton—Wentworth et de Lincoln. Abolie en 2003, elle est redistribuée parmi Hamilton-Est—Stoney Creek, Hamilton Mountain et Niagara-Ouest—Glanbrook.

## Géographie
En 1996, la circonscription de Stoney Creek comprenait:
- Une partie de la municipalité régionale d'Hamilton-Wentworth comprise dans:
  - La ville de Stoney Creek
  - Le canton de Glanbrook
  - Une partie de la ville d'Hamilton
- La ville de Grimsby dans la municipalité régionale de Niagara

## Députés
| Législature                                                                                | Années                                                        | Député                                                        | Député                                                        | Parti                                                         |
| Barrie—Simcoe—Bradford issue de Hamilton—Wentworth et Lincoln                              | Barrie—Simcoe—Bradford issue de Hamilton—Wentworth et Lincoln | Barrie—Simcoe—Bradford issue de Hamilton—Wentworth et Lincoln | Barrie—Simcoe—Bradford issue de Hamilton—Wentworth et Lincoln | Barrie—Simcoe—Bradford issue de Hamilton—Wentworth et Lincoln |
| ------------------------------------------------------------------------------------------ | ------------------------------------------------------------- | ------------------------------------------------------------- | ------------------------------------------------------------- | ------------------------------------------------------------- |
| 36e                                                                                        | 1997–2000                                                     |                                                               | Tony Valeri                                                   | Libéral                                                       |
| 37e                                                                                        | 2000–2004                                                     |                                                               | Tony Valeri                                                   | Libéral                                                       |
| Redistribuée parmi Hamilton-Est—Stoney Creek, Hamilton Mountain et Niagara-Ouest—Glanbrook |                                                               |                                                               |                                                               |                                                               |